# Lepermislibre
lePERMISLIBRE est une auto-école en ligne agréée par la préfecture. 
L'entreprise a été à l'origine d'une bataille juridique notoire autour des plateformes d'enseignement de la conduite en ligne.

## Présentation
Le permis de conduire est l'examen le plus passé en France avec plus d'un million de candidats chaque année. lePERMISLIBRE est arrivé sur ce marché en proposant une formation au code de la route ainsi que la possibilité de réserver des leçons de conduite à prix réduit. 
lePERMISLIBRE permet de passer le permis de conduire sans passer par une auto-école traditionnelle, en s'appuyant sur un réseau d'enseignants indépendants de la conduite et une plateforme en ligne. Le site permet de se former au code de la route et de réserver des leçons de conduite avec des moniteurs diplômés du BEPECASER. Il propose aussi un accès aux démarches administratives pour s’inscrire aux examens du permis. 

## Historique
La société lePERMISLIBRE a été créée en 2014, elle a obtenu son agrément préfectoral d’auto-école au mois de décembre de la même année. Son activité a démarré en février 2015, dès la sortie de son site internet. 
C'est avec un fonctionnement hybride que la société s’est lancée. Dans son local du 2e arrondissement de Lyon, elle propose un accueil physique des candidats et des offres moins chères avec un fonctionnement en ligne pour passer le permis de conduire.[réf. nécessaire]
En parallèle, l'activité de la plateforme 100% en ligne s’est développée pour prendre de l'ampleur en 2016. Les candidats au permis s’inscrivent et gèrent leur formation directement en ligne, tout comme les enseignants de la conduite indépendants souhaitant proposer leurs services.
En 2021, la société obtient la certification qualité Qualiopi qui lui permet de continuer à proposer aux élèves de financer leur permis avec le CPF (le compte de formation professionnel). Elle revendique alors 800 enseignants affiliés et 400 villes couvertes, 7j/7 de 6 à 23h.
En 2022, la société continue sa croissance, et voit son chiffre d'affaires croître de 22%, passant de 12,2M€ HT à 14,9M€ HT. 
L'entreprise annonce en janvier 2023 son intention de s'introduire en Bourse,, l'IPO ayant lieu le 13 février 2023, sur le marché Euronext Growth. lePERMISLIBRE annonce au même moment son ambition d'atteindre les 45 à 50M€ de CA en 2025.

## Affaire judiciaire
La plateforme prenant de plus en plus d'ampleur, le parquet de Lyon est saisi en décembre 2017 par la DIRECCTE, d'un procès-verbal pour des faits qualifiés de travail dissimulé ainsi que deux infractions d'exploitation d'un établissement d'enseignement de la conduite des véhicules terrestres à moteur sans agrément valable et de pratiques commerciales trompeuses[réf. souhaitée].
La DIRECCTE indiquait que de septembre 2015 à août 2019, 49 micro-entreprises avaient dispensé des heures de conduite pour le compte de la plateforme Lepermislibre dans des conditions d'intervention révélant leur subordination juridique.
Commence alors une bataille juridique autour des plateformes dans l'enseignement de la conduite.
- En avril 2018[12], la préfecture du Rhône ordonne la fermeture administrative de l'établissement Lepermislibre pour une durée de 3 mois dans un délai de 30 jours après notification.
- Lepermislibre ne fermera que 3 jours avant que le tribunal administratif ne suspende la décision du préfet : "Le juge des référés du tribunal administratif de Lyon a suspendu la fermeture administrative de l'auto-école nouvelle génération Lepermislibre, sans se prononcer sur la légalité de l'arrêté préfectoral pris mi-avril."
- Durant l'été 2018, le préfet transmettait au tribunal administratif un mémoire de défense afin que le juge administratif puisse statuer au fond.
- En novembre 2018 intervenait l'audience au fond permettant de statuer sur la légalité de l'arrêté du préfet.
- C'est fin novembre 2018 que le tribunal administratif de Lyon annulait la fermeture administrative de l'auto-école LePermisLibre, qui devait entrer en vigueur en mai 2018 pour trois mois.

À la suite de cette décision, des manifestations ont été organisées à Lyon en mars 2019, par les organisations syndicales représentatives de la profession classique.
Finalement, c'est en mars 2019 que le parquet de Lyon décide de classer l'affaire Lepermislibre, à la suite d'investigations menées auprès des enseignants indépendants travaillant pour la plateforme Lepermislibre, ces derniers ayant indiqué décider de leurs horaires de travail, zones d'activités et gérant en toute autonomie leur activité,).